# A5 (míssil)

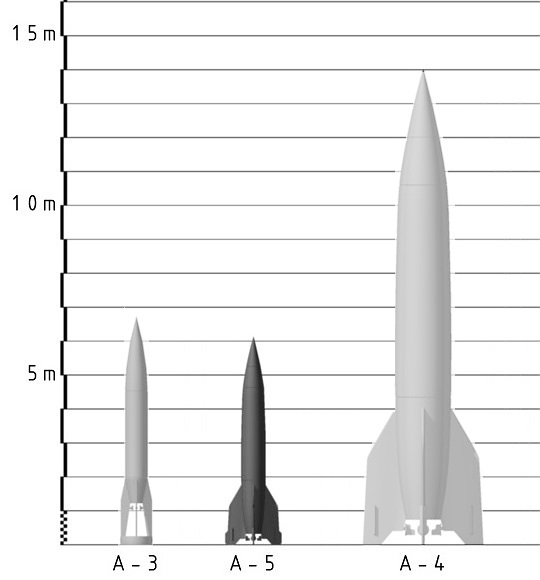
O foguete Aggregat-5 entre o A-3 e o A-4.

Agregado-5, em alemão: Aggregat-5, literalmente Agregado-5, ou simplesmente Montagem-5, foi a designação de um projeto de foguete construído em Janeiro de 1938 com o propósito de testar os sistemas de controle que seriam empregados no A-4. Ele era na verdade uma versão em escala reduzida do que viria a ser o míssil A-4.  

## Histórico
Devido à enormidade dos problemas levantados pelas características exigidas pelo A-4 (V2), o Arsenal foi levado a uma abordagem inovadora. Ao invés de esperar pela resolução de todos os problemas relacionados com o aparelho, buscou avançar imediatamente na resolução dos problema do controle antes de esclarecer as dúvidas remanescentes quanto ao sistema de propulsão.
O míssil apresentaria a mesma forma adotada a partir do A-3. Entre outubro de 1938 a meados de 1943 foram lançados doze modelos, com sistemas de controle concorrentes de giroscópios da: Siemens, da Rechlin e da Moeller.

## Imagens
- Um Aggregat-5 sendo lançado